# Ingrīda Latimira
Ingrīda Latimira, in precedenza Ingrīda Ūdre (Riga, 14 novembre 1958 – Riga, 13 luglio 2024), è stata una politica lettone.

## Biografia
Nata a Riga il 14 novembre 1958, si laureò in economia nel 1984 presso l'Università della Lettonia. Ex giocatrice di pallacanestro professionista, lavorò successivamente come economista.
Nel 1998 venne eletta per la prima volta al Saeima, il parlamento lettone, all'interno del Partito Nuovo. Con questo partito si candidò alle elezioni presidenziali del 1999, non risultando eletta. Nel maggio dello stesso anno, a seguito delle dimissioni di Ainārs Šlesers, assunse l'incarico di ministra dell'economia, rimanendo fino al luglio seguente.
Nel 2002, dopo la dissoluzione del Partito Nuovo, Ingrīda Latimira entrò nell'Unione degli Agricoltori della Lettonia e divenne leader della nuova federazione di partiti chiamata Unione dei Verdi e degli Agricoltori. Dopo le elezioni parlamentari del 2002 venne nominata presidente del Saeima. Ricoprì questa carica fino alle successive elezioni, svoltesi nel 2006.
Nel 2004 Ingrīda Latimira divenne una dei possibili candidati della Lettonia per ricoprire l'incarico di commissario europeo. La sua nomina causò però alcune controversie nel Paese e nella stessa Unione europea. Il Parlamento europeo rifiutò, infatti, la sua nomina a commissario per la fiscalità e l'unione doganale. Alla fine in rappresentanza della Lettonia venne scelto Andris Piebalgs.
Ingrīda Latimira morì il 13 luglio 2024, dopo una lunga malattia, all'età di 65 anni.

## Vita privata
Nel 2009 si sposò con l'uomo d'affari Gordon Latimir, dal quale prese il cognome. Insieme ebbero due figli.